# جامعة ابن خلدون تيارت
جامعة ابن خلدون تيارت، هي جامعة بولاية تيارت الجزائرية أنشأت عام 1980